# Gargantilla del Lozoya y Pinilla de Buitrago
Gargantilla del Lozoya y Pinilla de Buitrago település Spanyolországban, Madrid tartományban. Gargantilla del Lozoya y Pinilla de Buitrago Garganta de los Montes, Canencia, Lozoya, Navarredonda y San Mamés, Villavieja del Lozoya és Buitrago del Lozoya községekkel határos. Lakosainak száma 397 fő (2024).

## Népesség
A település népessége az utóbbi években az alábbiak szerint változott:
| Lakosok száma | 245  | 321  | 371  | 378  | 369  | 362  | 315  | 316  | 361  | 397  |
|               | 2001 | 2004 | 2007 | 2009 | 2012 | 2014 | 2017 | 2019 | 2022 | 2024 |